# Tasman (région)
Pour les articles homonymes, voir Tasman.
ne pas confondre avec la Tasmanie, état insulaire australien.
Tasman (en maori de Nouvelle-Zélande : Te Tai o Aorere) est une région et autorité territoriale de Nouvelle-Zélande située à l'extrême nord-ouest de l'île du Sud. Son conseil régional est sis dans la ville de Richmond.
Le nom de cette région vient de la baie de Tasman, découverte par l'explorateur néerlandais Abel Tasman.

## Géographie
Elle est bordée par les régions West Coast, Marlborough et Nelson. Elle s'étend sur 9 771 km2. Le Mont Franklin (en) constitue le point culminant, s'élevant à 2 340 mètres.
À l'ouest on trouve la mer de Tasman, au nord les baies de Tasman et Golden, à l'est le mont Richmond de la région de Marlborough.

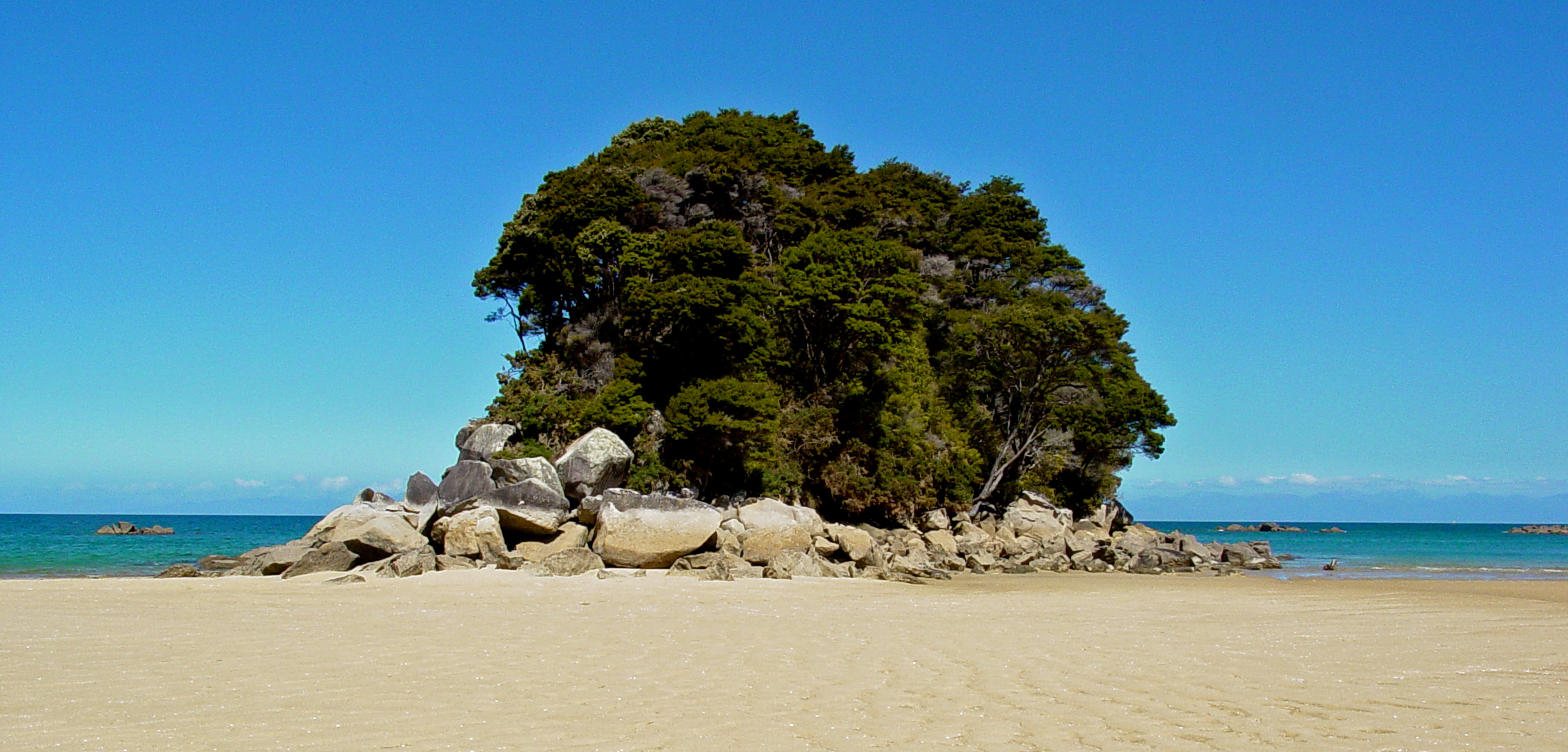
Bark Bay à marée basse.

Le paysage est varié, allant des montagnes, vallées, et plaines aux fleuves importants (Buller, Motueka, Aorere, Takaka et Wairoa), et aux longues plages sur la mer de Tasman et la baie de Tasman.
Tasman abrite trois parcs nationaux : le parc national Abel Tasman (le plus petit de Nouvelle-Zélande), le parc national des lacs Nelson, et le parc national de Kahurangi.
En février 2018, le cyclone Gita porovoque de massives coulées de boue destructrices dans la région.

## Faune
Des requins cuivres peuvent parfois être aperçus aux abords des côtes maritimes de la région. Une étude publiée en février 2018 estime à 5.500 la population de grands requins blancs dans les eaux entre la Nouvelle-Zélande et l'Australie.

## Histoire

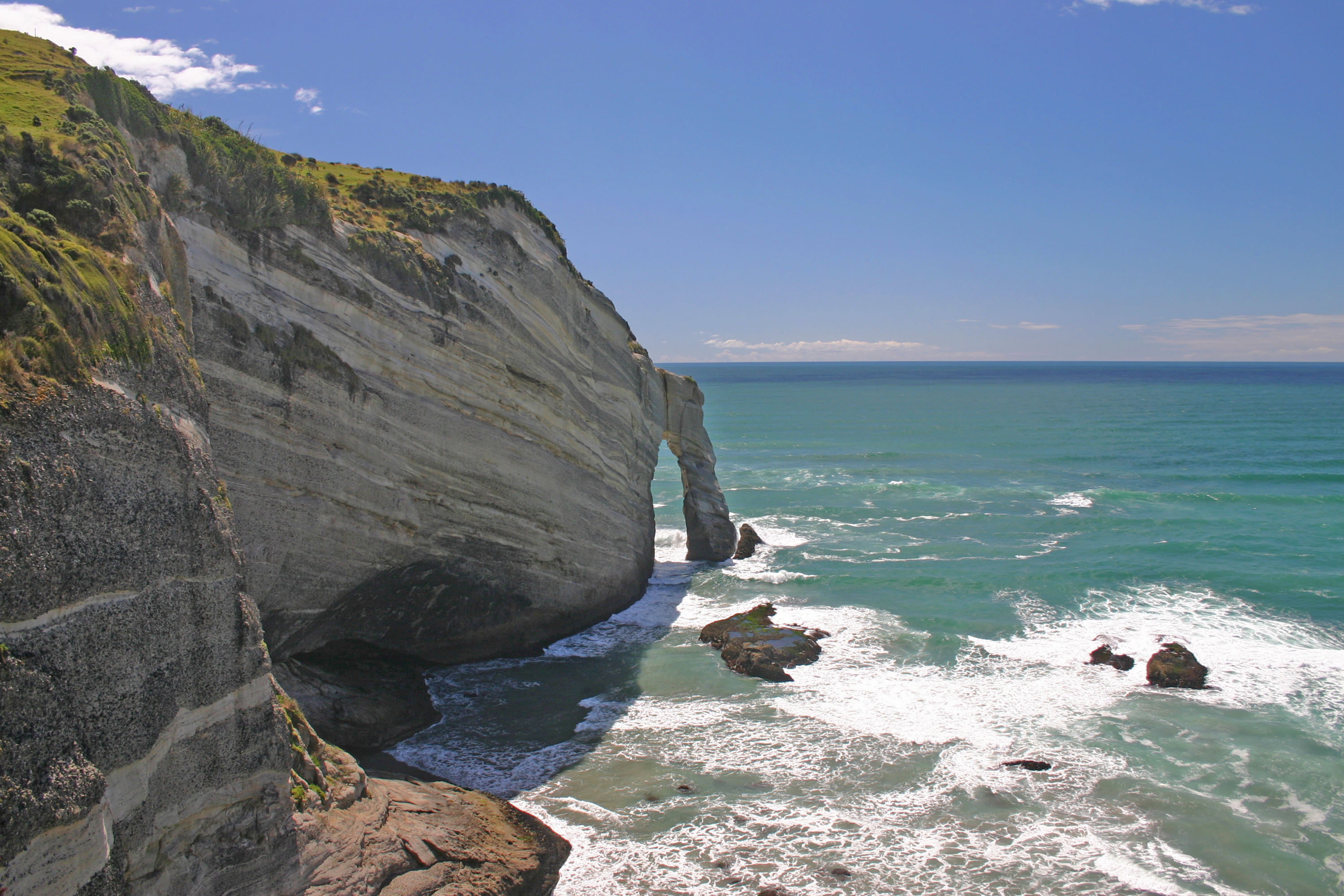
Cap Farewell.

La première présence humaine date du XIIe siècle et était principalement concentrée le long de la côte, où la nourriture est abondante. Ils formèrent par la suite la tribu (iwi) Waitaha. Selon la légende, ils seraient arrivés à bord du waka appelé Uruao. La succession de plusieurs iwi suggère que la région voyait souvent la guerre. Aux environs de 1828 les Ngati Toa, sous le commandement de Te Rauparaha et les iwi alliées du nord (Ngati Rarua et Ngati Tama), entament leur invasion du reste de l'île du Sud. Ils arrivent à se répandre du Farewell Spit au fleuve Wairau.
Les premiers colons européens arrivent en 1842, sous le commandement du capitaine Arthur Wakefield.
Dans les années 1850, les premiers villages s'établirent dans la plaine Waimea et Motueka. En 1856, la découverte d'or près de Collingwood déclencha la première ruée vers l'or en Nouvelle-Zélande. Durant les années 1920-1930, le fer était la ressource la plus exploitée.
La production de fruit débuta à la fin du XIXe siècle. Depuis 1945, elle constitue une activité économique majeure pour la région.

## Démographie
| Groupes ethniques                                 | Valeurs absolues | %    |
| ------------------------------------------------- | ---------------- | ---- |
| Population                                        | 47 157           | 100  |
| Ethnicité établie                                 | 45 315           | 96,1 |
| Européens                                         | 39 510           | 83,8 |
| Métis                                             | 2 763            | 5,9  |
| Maoris                                            | 1 122            | 2,4  |
| Asiatiques                                        | 678              | 1,4  |
| Océaniens non Maoris                              | 165              | 0,3  |
| Moyens-Orientaux, Latinos-Américains et Africains | 96               | 0,2  |
| Autres                                            | 981              | 2,1  |
| Ethnicité non établie                             | 1 839            | 3,9  |

La population de la région de Tasman était estimée à 47 200 habitants lors du recensement du 30 juin 2006, ce qui représente 1,1 % de la population de Nouvelle-Zélande.
La plus grande ville, Richmond, comptabilise 10 900 habitants.
Bien que le nombre d'habitants s’accroisse rapidement, les statistiques montrent que la région a une faible densité, de 4,3 habitants par kilomètre carré. Ceci est principalement dû au fait que 58 % de la surface de la région est classée comme parc naturel.
Tasman a le plus grand pourcentage de population ayant des origines européennes : 96,8 %. Les principales tribus (iwi) Māori sont Ngati Rarua, Ngati Tama (baies Golden et Tasman), Te Atiawa, Ngati Koata, Ngati Kuia (l'est de la baie de Tasman) et les Poutini Ngai Tahu (dans le sud de la région).